# Усень-Ивановский заказник
Усень-Ивановский заказник (баш. Өҫән-Ивановка заказнигы) — государственный природный ботанический заказник республиканского значения, расположенный в Белебеевском районе Республики Башкортостан.

## Обзор
Заказник закреплён за государственным бюджетным учреждением «Дирекция по особо охраняемым природным территориям Республики Башкортостан».
Заказник создан на участках лесного фонда. Заказник расположен в пределах Белебеевского плато, занимает крупный островной сплошной массив леса на участке водораздела между озером Аслыкуль и реками Усень и Илень. Площадь заказника составляет 12000 га.
Заказник создан для сохранения и изучения эталонных широколиственно-темнохвойных лесов; сохранение и восстановление как редких и исчезающих видов растений, так и видов, ценных в хозяйственном, научном, культурном отношении.